# PNC Financial Services
PNC Financial Services Group (PNC) ist ein US-amerikanisches Unternehmen mit Sitz in Pittsburgh, Pennsylvania. Das Unternehmen ist im Aktienindex S&P 500 gelistet und wies für Ende 2015 ein Gesamtvermögen von 358 Milliarden US-Dollar auf.
PNC bietet Finanzdienstleistungen verschiedener Art für seine Kunden an. Im Privatkundengeschäft hat das Unternehmen rund fünf Millionen Kunden und ist mit 2.600 Filialen in 19 US-Bundesstaaten sowie in Washington, D.C. vertreten. PNC ist auch als Vermögensverwalter tätig und bietet eigene Finanzprodukte an. Weitere Schwerpunkte sind u. a. das Kreditgeschäft mit Firmenkunden, die Tätigkeit als Depotbank und die Wertpapierleihe.

## Geschichte
Das Unternehmen wurde 1852 als Pittsburgh Trust and Savings Company gegründet. Das heutige Unternehmen PNC geht zurück auf die beiden Banken Pittsburgh National Corporation und Provident National Corporation, die sich 1982 bei der bis dahin größten Bankenfusion in der Geschichte der USA zur PNC Financial Corporation zusammenschlossen. Im Unternehmen waren Ende 2008 rund 59.600 Mitarbeiter beschäftigt, Ende 2015 waren es trotz Zunahme der Anzahl der Niederlassungen nur noch rund 52.500. Ein Tochterunternehmen ist die PNC Bank; zudem hält die Gesellschaft rund ein Viertel des Fondsmanagement-Unternehmens BlackRock. Im Mai 2020 gab das Unternehmen bekannt, diese Beteiligung verkaufen zu wollen.